# Municipio de Allen (condado de Union)
El municipio de Allen (en inglés: Allen Township) es un municipio ubicado en el condado de Union en el estado estadounidense de Ohio. En el año 2010 tenía una población de 2263 habitantes y una densidad poblacional de 29,01 personas por km².

## Geografía
El municipio de Allen se encuentra ubicado en las coordenadas 40°14′43″N 83°29′15″O / 40.24528, -83.48750. Según la Oficina del Censo de los Estados Unidos, el municipio tiene una superficie total de 78.01 km², de la cual 76,74 km² corresponden a tierra firme y (1,62 %) 1,27 km² es agua.

## Demografía
Según el censo de 2010, había 2263 personas residiendo en el municipio de Allen. La densidad de población era de 29,01 hab./km². De los 2263 habitantes, el municipio de Allen estaba compuesto por el 98,14 % blancos, el 0,18 % eran afroamericanos, el 0,4 % eran asiáticos y el 1,28 % eran de una mezcla de razas. Del total de la población el 0,97 % eran hispanos o latinos de cualquier raza.